# 樹谷奈央子
樹谷 奈央子（きたに なおこ、1986年9月15日 - ）は、日本のタレント、イラストレーター。神戸・清盛隊のメンバー。2019年より東京を活動拠点とする。血液型はB型。

## 略歴
オーディションで神戸・清盛隊のメンバーに選ばれる。
テレビ番組やCM動画の出演、アウトドアやキッズ向け番組のレポーター、広告や雑誌のスチールなどモデルとして活動。
また、イラストレーターとして個展を開催している。

## 出演

### 映画
- マンハント パーティーゲスト役（2017年）
- ゴトウ写真館（短編映画） 南雲ゆき役（2016年）[1]
- MAGI☆COP（NHKミニミニ映像大賞）（2016年） 警察官役[2]

### テレビ・ラジオ
- 山村美紗サスペンス 狩矢警部シリーズ14「京都ベリーダンス殺人事件」（2014年、TBS） OL役
- 第1回 劇的！ABCドラマグランプリ「マリッジブルー・ブルー・ブルー」（2016年、朝日放送テレビ） 回想シーンの女役
- 王様ラジオキッズ（ラジオ関西） キッズ応援団長 なおちー[3]

### 舞台
- 神戸・清盛隊（2011年）GION役

### 広告
- クイックPON（2016年、株式会社インクリーズヘアー） 新婦役[4]
- あおりねっとガール（2014年） なおりん[5]
- アイクック倶楽部 体験レポーター なおりん[6]
- ポケモンＥＸＰＯジム（2017年、ひらかたパーク）[7]
- ウインターカーニバル（2018年、ひらかたパーク）[8]
- 京阪電車で行く 水の路さんぽ 春•夏版（2018年、京阪電車）[9]
- ２０１８　串家物語　新CM（2018年、串家物語）[10]
- モノタロウテレビCM_Bver（2019年、モノタロウ）[11]
- AQUVOI（2019年、SANEI株式会社）[12]
- 会社PR動画「朝の出勤編」「夜の退勤編」（2019年、金田建設工業）[13]

### モデル
- デジカメ初心者がプロの一言でこんなに変わる本（2014年、翔泳社）[14]
- るるぶ　「伊勢・志摩」「和歌山」
- 阿波ナビ

## アートワーク
- WEBコミック 私の恋愛ド下手録。（2018年、XOYリーグ）[15]
- 個展 奈央子絵展4-SHOKU-（2019年）
- 個展 奈央子【絵】展3（2018年）
- 個展 カチュームガール展（2016年）
- 個展 奈央子【絵】展 ～頭の中はパラダイス☆～（2015年）[16]
- LINEスタンプ 俳優 水野祐樹[17]
- LINEスタンプ 毎日ハムちゃん。[18]
- 似顔絵
- グッズデザイン